# 馬列夫卡河
馬列夫卡河（俄语：Река Маревка）或北出河（俄语：Река Бейцухэ），清时称阿穆努河（满语：Amnu Bira），是滨海边疆区红军区的河流，發源自錫霍特山脈西麓，河道全長179公里，流域面積約2,130平方公里，落差440米，距河口41公里注入大乌苏尔卡河。

## 引用
1. ↑  谭其骧. . 中国地图出版社.
2. ↑  А·П·穆拉诺夫. . 列宁格勒: 气象出版社. 1966 （俄语）.
3. ↑  . 列宁格勒: 气象出版社 （俄语）.
4. ↑  Т·А·基谢尔科瓦娅. . 列宁格勒: 气象出版社. 1977 （俄语）.
5. ↑  . www.primpogoda.ru.   [2020-02-05]. （原始内容存档于2020-08-11） （俄语）. （页面存档备份，存于）